# Peseta
Peseta (ISO 4217 tidligere ESA, senere ESP) var Spaniens valuta mellem 1869 og 2002. Sammen med franske franc var pesetaen også gangbar valuta i Andorra, der ikke havde en egen national valuta.
Navnet peseta har sin oprindelse i ordet  pesseta, der er diminutiv af ordet peça, der er catalansk for "stykke" eller "del". De første mønter præget med navnet peseta blev slået i Barcelona i 1808. 
Pesetaen blev opdelt i 100 céntimos eller, uformelt, 4 reales. Den sidste mønt med en værdi under 1 peseta blev slået i 1980 i fejringen af  Spaniens værtskabet af Verdensmesterskabet i fodbold 1982. tidligere var i 1959 slået mønter med værdi 10 og 25 céntimos.

## Historie
Pesetaen modsvarede oprindeligt værdien af  4,5 gram sølv, eller 0.290322 gram guld, hvilket svarede til den standard, der blev benyttet af alle landene i den Latinske møntunion. Fra 1873 blev alene guldstandarden anvendt.
Den politiske turbulens i begyndelsen af det 20. århundrede forårsagede sammenbruddet af den latinske møntunion, selvom sammenbruddet først var officielt i 1927. I 1959 blev Spanien en del af the Bretton Woods-systemet, og værdien af  pesetaen blev fastsat til 60 pesetas for 1 US dollar. I 1967 fulgte pesetaen en devaluering af det britiske pund, og fastholdt en værdi på 168 pesetas for 1 pund, hvilket betød at værdien overfor US dollar blev 70 pesetas for 1 US dollar.
Pesetaen blev i Spanien erstattet af  euro i 2002. Ved ombytningen var forholdet 1 euro = 166,386 pesetas.

## Eksterne links
- Wikimedia Commons har flere filer relateret til Peseta
- Overblik over pesetaen fra BBC